# Glendurgan Garden
Glendurgan Garden è un parco facente parte del National Trust che si trova lungo il fiume Helford a nord di Falmouth nella contea inglese della Cornovaglia.
Creato tra il 1820 e il 1830 da Alfred Fox, nel 1962 è entrato a far parte del National Trust. 
Il giardino si estende in valli riparate che conducono a insenature sul fiume Helford. Il clima mite del West Country favorisce la crescita di numerose specie di piante, alcune esotiche.

## Galleria d'immagini

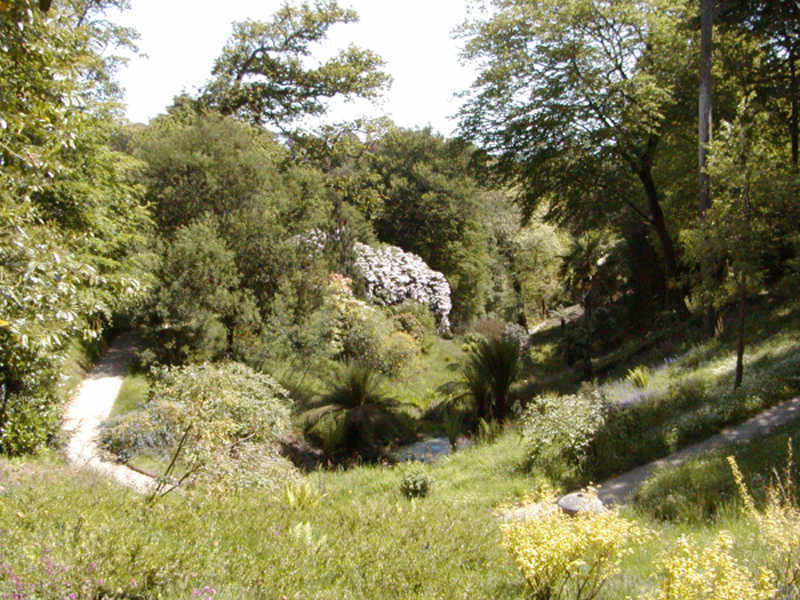
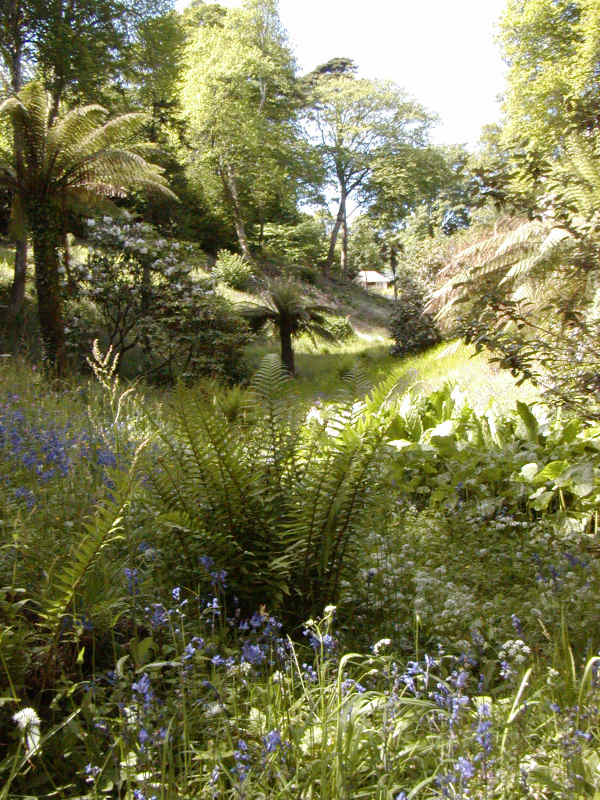
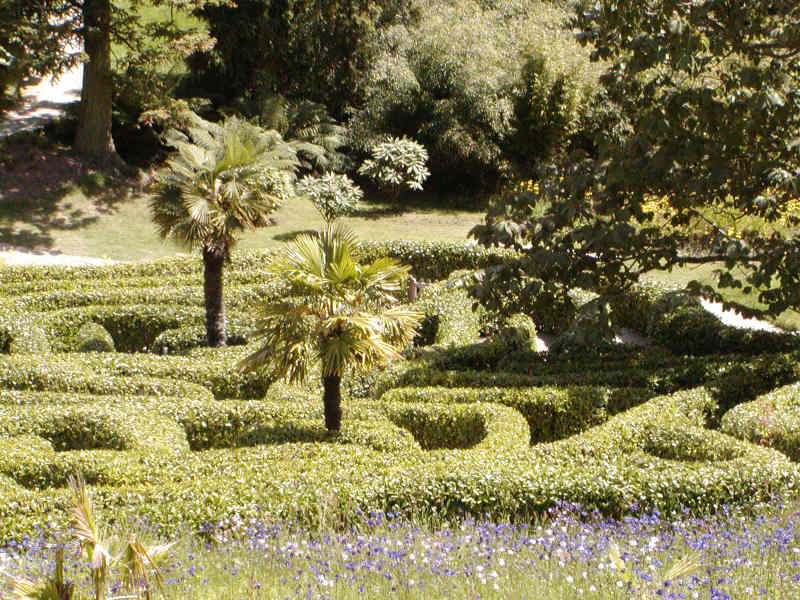
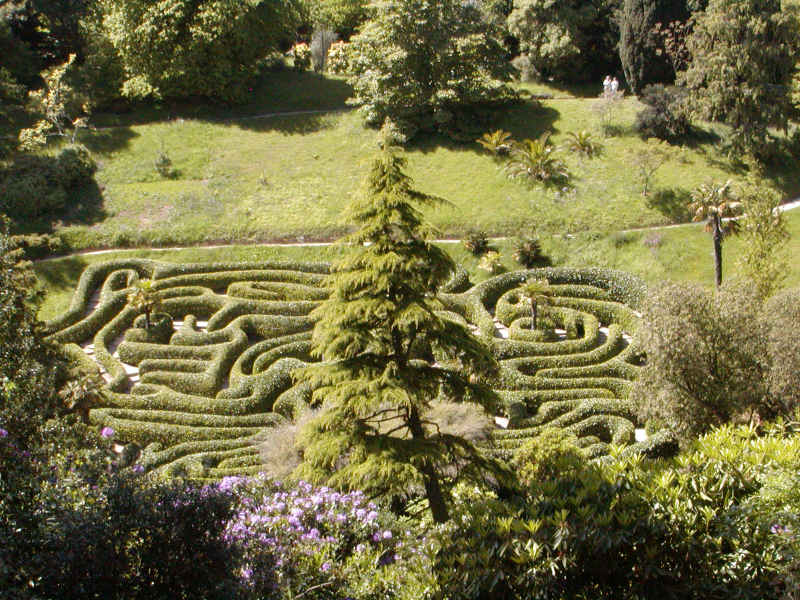
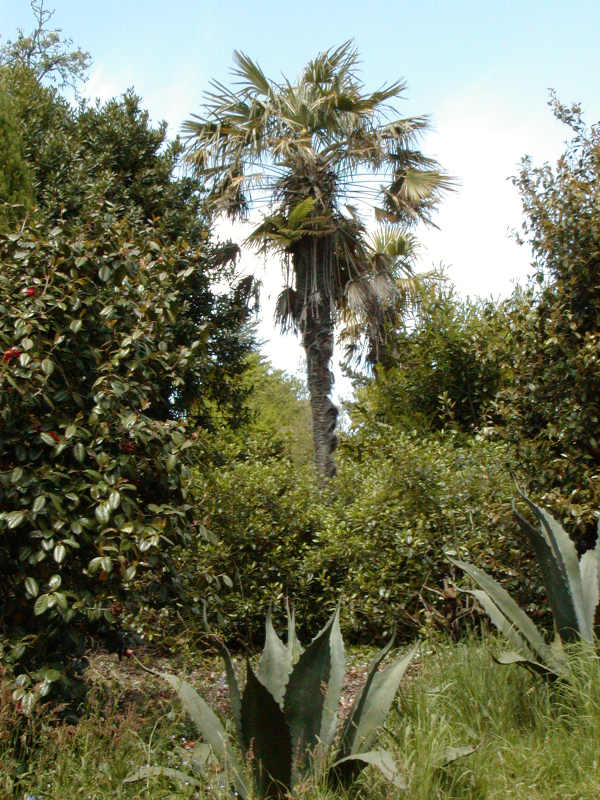
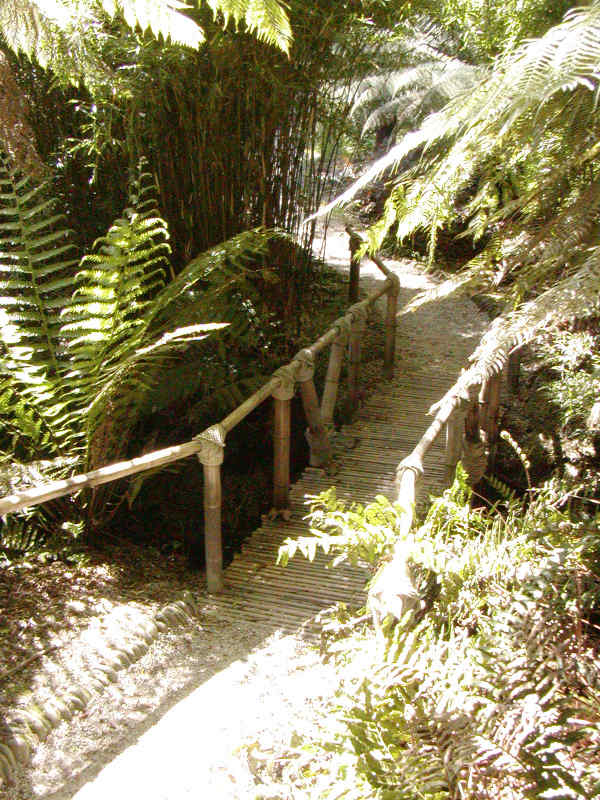
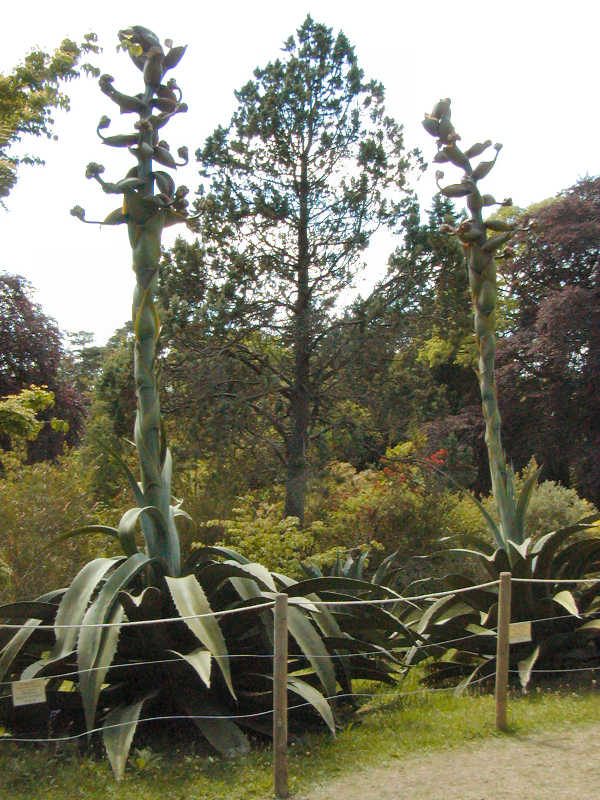
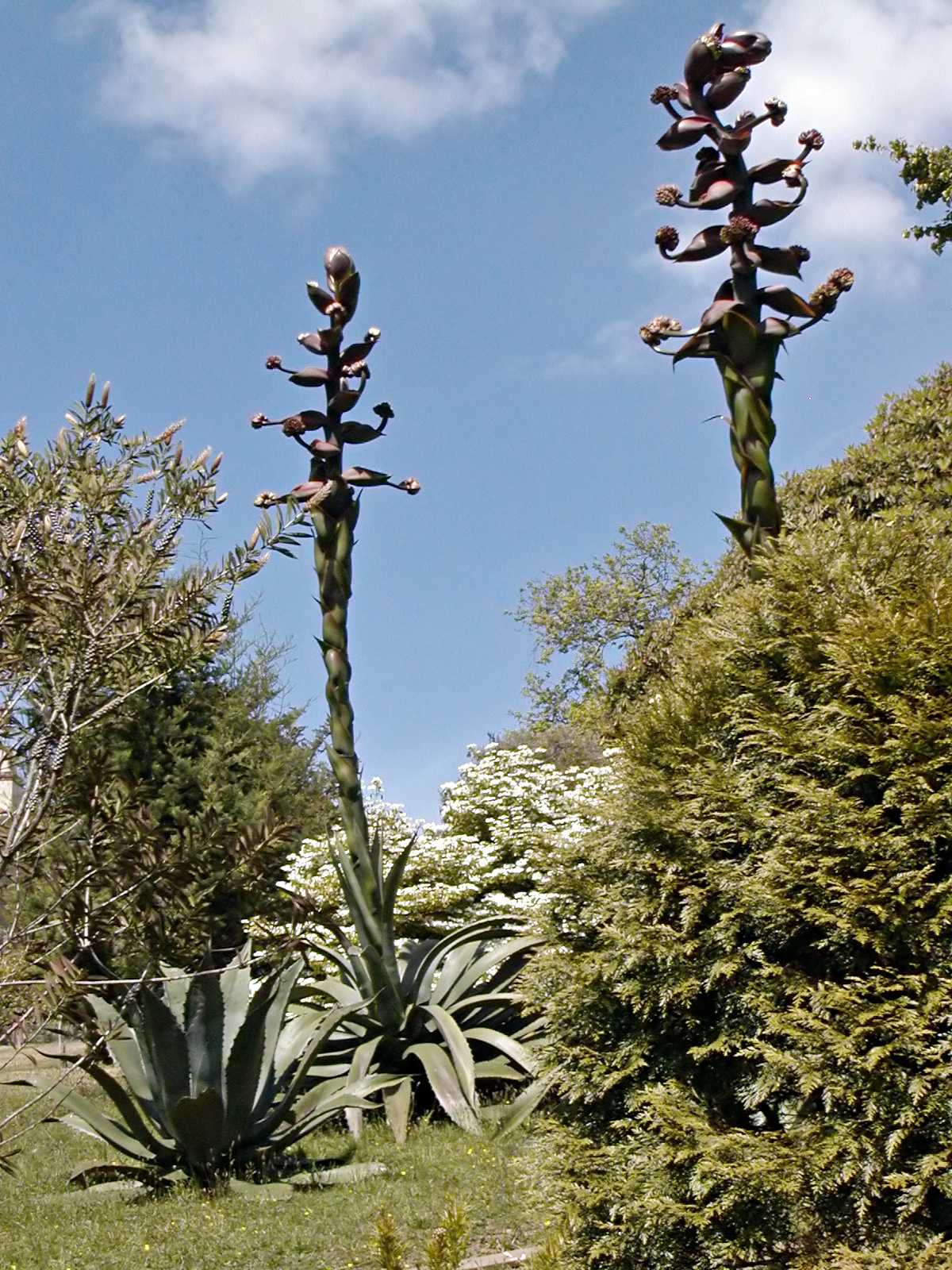